# Lucilia peruviana
Lucilia peruviana är en tvåvingeart som först beskrevs av Robineau-desvoidy 1830.  Lucilia peruviana ingår i släktet Lucilia och familjen spyflugor.
Artens utbredningsområde är Peru. Inga underarter finns listade i Catalogue of Life.